# (33341) 1998 WA5
1998 WA5 (asteroide 33341) é um asteroide da cintura principal. Possui uma excentricidade de 0.05859610 e uma inclinação de 28.37128º.
Este asteroide foi descoberto no dia 19 de novembro de 1998 por CSS em Catalina.